# 明石市立錦浦小学校
明石市立錦浦小学校（あかししりつ きんぽしょうがっこう）は、兵庫県明石市魚住町にある公立小学校である。2022年度（令和4年度）現在の児童数は747名となっている。

## 沿革
- 1873年（明治6年）5月 - 竜松小学校創立。
- 1878年（明治11年）1月 - 魚住村立西岡小学校と改称。
- 1879年（明治12年）4月 - 中和小学校を合併。
- 1887年（明治20年）4月 - 西岡簡易小学校と改称。
- 1891年（明治24年）6月 - 西岡尋常小学校と改称。
- 1901年（明治34年）1月 - 現在地に移転。
- 1908年（明治39年）4月 - 魚住尋常小学校と改称。
- 1916年（大正5年）5月 - 魚住第２尋常高等小学校と改称。
- 1941年（昭和16年）4月 - 魚住錦浦国民学校と改称。
- 1947年（昭和22年）4月 - 魚住錦浦小学校と改称。
- 1951年（昭和26年）1月 - 魚住村と明石市の合併に伴い、明石市立錦浦小学校と改称。

## 通学区域
教育委員会の通学区域を参照。

## 通学区域が隣接している学校
- 明石市立江井島小学校
- 明石市立錦が丘小学校
- 明石市立魚住小学校
- 明石市立清水小学校
- 明石市立二見西小学校
- 明石市立二見小学校

## 進路状況
ほとんどの児童は明石市立魚住中学校へ進学するが、国私立中学校へ進学する児童もいる。

## 著名な出身者
- 楠本保：戦前の野球選手。